# النبي صفا
النبي صفا هي إحدى قرى قضاء راشيا في محافظة البقاع في لبنان، وهي تابعة عقاريا لبلدة كفر مشكي في قضاء راشيا.

## الموقع والخصائص
تقع قرية النبي صفا في قضاء راشيا، ترتفع حوالي (1150) م عن سطح البحر، تبعد عن العاصمة بيروت حوالي (90) كم عبر شتورة من خلال طريق رئيس شق حديثاً يصل منطقة راشيا ببلدات لبايا- يحمر - قليا- زلايا- وهي عبارة عن مساحة زراعية تقع على مطل يشرف على البقاع الغربي ومنطقة راشيا، بيوتها قليلة ومتناثرة بين أشجار الزيتون وكروم العنب التي تشكل انتاجها الزراعي.

## التسمية والآثار
الاسم ينسب إلى مقام فيها لوليٍّ يسمى "صفا"، يوجد بالقرية بقايا قلعة رومانية ضخمة، وبقايا أبنية في محيطها منها ما هو بارز للعيان ومنها ما هو مضمور تحت التراب، وفي القلعة أبراج وجدران واعمدة شاهقة تضاهي بضخامتها أعمدة قلعة بعلبك، وهناك غرف ودهاليز تصل إلي طبقات سفلية وأنفاق تحت الأرض، كما توجد في البلدة أبار أثرية لتجميع المياه موزعة في عدة اماكن وما زال بعضها مستخدم حتي الآن. ومن آثارها نواويس وأجران في محيط القلعة، وأيضاً حجر صغير مرسوم عليه حيوان عثر عليه علي بعد (200) م من القلعة والذي كان من المفترض أن يكون أعلى البرج وفقاً للصور والخرائط التي كانت بحوزة البعثة الفرنسية التي زارت البلدة عام 1970م. ومعبد النبي صفا هو معبد روماني قديم يعود تاريخ تاسيسه إلي القرن الثاني الميلادي وهو جزء من جبل جرمون والآثار الثقافية المرتبطة به والمسجلة بقائمة اليونسكو المؤقتة. ولم يبق من المعبد قي الجزء العلوي منه سوى الجدار الشمالي لهذا المعبد، ولكن الغرف الموجودة تحت الأرض في حالة جيدة. البناء ضخم على الرغم من عدم بقاء أي نقوش أو منحوتات كبيرة.
والمعبد ضمن مجموعة من معابد جبل حرمون. وهي أكبر من تلك الموجودة في هبارية، ويبلغ طولها 72 قدمًا (22 مترًا) (من الشرق إلى الغرب) وعرضها 35 قدمًا (11 مترًا) (من الشمال إلى الجنوب). وهي تواجه الشرق بمحاذاة قيادية نحو جبل حرمون. لاحظ جورج تيلور أن مدخل المعبد كان على الأقل ثلاثين درجة معادلة من القمة. كانت سماكة الكتل الحجرية المستخدمة في صنع المعبد قرابة 3 أقدام (0.91 م)، وليست كبيرة مثل تلك الموجودة في هبارية. يتميز المعبد بتدريج أنيق بهندسة معمارية رشيقة. فقط الجدار الشمالي بقى واقفاً مع عمود في الزاوية الشمالية الشرقية. تميز المدخل الشرقي بأعمدة بسمك 3 أقدام (0.91 م) من المحتمل أن تكون شكلت رواقاً. في الطرف الغربي من المعبد يوجد مذبح مع درج يؤدي إلى غرفة أو سرداب تحت الأرض يمتد على طول المعبد. سجّل روبنسون ثلاثة عشر مسارًا من الحجارة بواسطة على ارتفاع 43.5 قدمًا (13.3 مترًا).ويقال أن الموقع قد استخدم من قبل الدروز كمزار لنبي يدعى صفا، الذي ينحدر من نسل يعقوب، وقد عاش شعبه في اتجاه الخليل والقدس.

## الروابط الخارجية
- النبي صفا علي الميدل ايست دوت كوم.
- النبي صفا عل جيوغرافيك دوت اورج